# بروتين تيروزين كيناز طليعة الجين الورمي اللحمي
بروتين تيروزين كيناز طليعة الجين الورمي اللحمي، المعروف أيضًا باسم طليعة الجين الورمي اللحمي الخلوي، أو ببساطة (c-Src) (الـ Src الخلوي يُنطق سارك، لأنه اختصار لساركومة)، هو بروتين تيروزين كيناز غير مستقبلي يُشفره عند البشر جين SRC. ينتمي إلى عائلة كينازات طليعة الجين الورمي اللحمي وهو مشابه لطليعة الجين الورمي الفيروسي (الـ Src الفيروسي) لفيروس ساركوما روس. يتضمن البروتين نطاق SH2 ونطاق SH3 ونطاق التيروزين كيناز. عُثر على نسختين متغيرتين للجين المسؤول عن تشفير نفس البروتين.
يفسفر طليعة الجين الورمي اللحمي بقايا تيروزينات معينة في كينازات التيروزين الأخرى. يلعب دورًا في تنظيم التطور الجنيني ونمو الخلايا. يُقترح وجود ارتباط بين ارتفاع مستوى نشاط طليعة الجين الورمي اللحمي الخلوي وتطور السرطان الناتج عن تعزيز إشارات أخرى. قد تؤدي الطفرات في الجين المسؤول عن تصنيع طليعة الجين الورمي اللحمي الخلوي إلى التقدم الخبيث لسرطان القولون. لا ينبغي الخلط بين كيناز طليعة الجين الورمي الخلوي c-Src والبروتين كيناز الخلوي الطرفي CSK، وهو إنزيم يفسفر طليعة الجين الورمي اللحمي الخلوي c-Src عند طرفه C ويوفر تنظيمًا سلبيًا للنشاط الأنزيمي لبروتين طليعة الجين الورمي.
اكتشف العالمان الأمريكيان جون مايكل بيشوب وهارولد فرموس بروتين بروتين تيروزين كيناز طليعة الجين الورمي اللحمي، وحصلا على جائزة نوبل عام 1989 في الطب أو علم وظائف الأعضاء.

## اكتشافه
في عام 1979، اكتشف جون مايكل بيشوب وهارولد فرموس أن الدجاج الطبيعي يمتلك جينًا وثيق الصلة بنيوياً بطليعة الجين الورمي الفيروسي. سُمي عندها بالجين الخلوي الطبيعي c-src. غيّر هذا الاكتشاف التفكير الحالي حول كيفية حدوث السرطان، من نموذج يكون السبب فيه مادة غريبة (جين فيروسي) إلى نموذج يكون السبب فيه هو جين موجود في الخلية بشكل طبيعي. يُعتقد أنه في مرحلة ما دمجت أسلاف الفيروس طليعة الجين الورمي في المادة الوراثية للمضيف عن طريق الخطأ. في النهاية، تحور هذا الجين الطبيعي إلى جين سرطاني يعمل بشكل غير طبيعي داخل فيروس ساركوما روس. بمجرد انتقال الجين الورمي مرة أخرى إلى الدجاجة، سيؤدي إلى إصابتها بالسرطان.

## البنية
يوجد 9 مواد كيميائية تنتمي إلى كينازات عائلة طليعة الجين الورمي اللحمي هي: طليعة الجين الورمي اللحمي الخلوي، واليس، والفاين، والإف جي ار، والييرك واللين، والبي ال كيه، والاتش سي كيه، والإل سي كيه. يختلف التعبير عن هذه الجينات بين الأنسجة وأنواع الخلايا. يُعبر عن طليعة الجين الورمي اللحمي الخلوي والفاين واليس في كل مكان في جميع أنواع الخلايا، بينما توجد الأنواع الأخرى بشكل عام في الخلايا المكونة للدم.
يتكون طليعة الجين الورمي الخلوي من 6 مناطق وظيفية: نطاق التماثل 4 (نطاق SH4)، والمنطقة الفريدة، ونطاق SH3، ونطاق SH2، والنطاق التحفيزي، والذيل التنظيمي القصير. عندما يكون طليعة الجين الورمي غير نشط، تتفاعل مجموعة التيروزين الفسفوري في الموضع 527 مع نطاق SH2 الذي يساعد نطاق SH3 على التفاعل مع مجال الرابط المرن وبالتالي يحافظ على الوحدة غير النشطة مرتبطة بإحكام. يؤدي تنشيط طليعة الجين الورمي الخلوي إلى نزع الفسفرة عن التيروزين 527. ويؤدي هذا إلى تباين بعيد المدى عبر ديناميكيات مجال البروتين، مما يتسبب في عدم استقرار الهيكل، مما يؤدي إلى فتح مجالات SH3 وSH2 والكيناز وبقايا تيروزين 416.
تُحسن الفسفرة الذاتية لـ Y416 إضافة إلى فسفرة ركائز طليعة الجين الورمي اللحمي من خلال ديمرة (تثاني) طليعة الجين الورمي اللحمي الخلوي. يُضعَف طليعة الجين الورمي اللحمي الخلوي من خلال تفاعل المنطقة الطرفية N المرتبطة بالميريستات لطرف ونطاق كيناز لطرف آخر. يشترك في التفاعل كل من حمض الميريستيك المرتبط طرفيًا بالنهاية N ومتواليات الببتيد للمنطقة الفريدة. نظرًا للتنوع المتأصل في هذه المنطقة المضطربة أساسًا، وتعدد الفسفرات الخاصة بها، وتباعد مجموعتها، فمن المحتمل أن يعمل النطاق الفريد كمحور إشارات مركزي يشرف على الكثير من الأنشطة الأنزيمية والوظائف الفريدة من كينازات عائلة طليعة الجين الورمي اللحمي.
يمكن تنشيط طليعة الجين الورمي اللحمي الخلوي عن طريق العديد من بروتينات الغشاء التي تشمل: مستقبلات الالتصاق، ومستقبلات التيروزين كينازات، ومستقبلات البروتين جي ومستقبلات السيتوكين. ركزت معظم الدراسات على مستقبلات كينازات التيروزين، ومن الأمثلة على ذلك مسار مستقبلات عامل النمو المشتق من الصفائح الدموية (PDGFR) ومستقبل عامل نمو البشرة (EGFR).
يحتوي طليعة الجين الورمي اللحمي على ثلاثة نطاقات بروتينية مرنة على الأقل، والتي عند اقترانها مع الميريستولات تكون قادرة على الارتباط بالأغشية وتحديد التوطين تحت الخلوي.

## وظيفته
قد يلعب طليعة الجين الورمي الأولي هذا دورًا في تنظيم التطور الجنيني ونمو الخلايا.
عند تنشيط طليعة الجين الورمي اللحمي سيتعزز البقاء، وتكوين الأوعية الدموية، والتكاثر الخلايا ومسارات الارتشاح. من وظائفه الأخرى أيضًا تنظيم العوامل المولدة للأوعية ونفاذية الأوعية الدموية بعد نقص التروية الدماغية البؤري وعودتها. وينظم نشاط إنزيم المطرق الميتالوبروتيناز-9 بعد النزف داخل المخ.